# Une plume à son chapeau
Pour plus de détails, voir Fiche technique et Distribution.
Une plume à son chapeau (A Feather in Her Hat) est un film américain en noir et blanc réalisé par Alfred Santell, sorti en 1935.

## Synopsis
Une femme fait croire à son fils qu'il est en fait le fils d'une actrice célèbre et d'un noble, afin de l'obliger à se lancer dans le monde...

## Fiche technique
- Titre original : A Feather in Her Hat
- Titre français : Une plume à son chapeau
- Réalisation : Alfred Santell
- Scénario : Lawrence Hazard, d'après le roman A Feather in Her Hat de I. A. R. Wylie (en)
- Direction artistique : Stephen Goosson
- Costumes : Murray Mayer
- Photographie : Joseph Walker
- Son : George Cooper
- Montage : Viola Lawrence
- Musique : Phil Boutelje
- Producteur : Everett Riskin
- Société de production et de distribution: Columbia Pictures
- Pays de production : États-Unis
- Langue originale : anglais
- Format : noir et blanc — 35 mm — 1,37:1 — son Mono (Western Electric Noiseless Recording)
- Genre : drame
- Durée : 72 min
- Date de sortie :
  - États-Unis : 17 octobre 1935

## Distribution
- Pauline Lord (en) : Clarissa Phelps
- Basil Rathbone : Randolph Courtney
- Louis Hayward : Richard Orland
- Billie Burke : Julia Trent Anders
- Wendy Barrie : Pauline Anders
- Nydia Westman : Emily Judson
- Victor Varconi : Paul Anders
- Thurston Hall : Sir Elroyd Joyce
- Nana Bryant : Lady Drake
- J.M. Kerrigan : Pobjoy
- Lawrence Grant : Dr Phillips
- Doris Lloyd : Liz Vining
- David Niven : Leo Cartwright
- John Rogers : Henry Vining
- Harry Allen : Alf